# 近藤健介
近藤 健介（こんどう けんすけ、1993年8月9日 - ）は、千葉県千葉市緑区出身のプロ野球選手（外野手、捕手、内野手）。右投左打。福岡ソフトバンクホークス所属。
2021年開催の東京五輪・野球競技 金メダリスト。

## 経歴

### プロ入り前
千葉県の軟式野球クラブの泉谷メッツで野球を始めた。千葉市立泉谷小学校6年時に千葉ロッテマリーンズジュニアに選出されると、第1回NPB12球団ジュニアトーナメントで髙山俊、船越涼太らと共に準優勝を経験した。
中学野球界の強豪である修徳中学校に進学し、軟式野球部に入部。2年時には「1番・遊撃手」として第29回全国中学校軟式野球大会へ出場（初戦敗退）するとともに、捕手としてマスクを被った。3年生のKボール全国大会（第3回KB全国中学生秋季野球大会）では、ロッテジュニアで4番打者・主将・捕手の3役を兼ねながら、チームを準決勝進出に導いた。
2009年に横浜高等学校へ入学し、硬式野球部へ入部。中学軟式野球出身者では通用しないと考えた父の反対を押し切り、本人を除く同期全員が硬式野球経験者かつ推薦入試での入部である中、ただひとり一般入試組として入部した。同期生には乙坂智などがいた。同校でコーチを務める小倉清一郎（入部1年目は部長）は後に、「私が勧誘したわけではなく、近藤の方から『横浜高校に入りたい』と売り込んできた。総合力で横浜高校歴代捕手でも3本の指に入る」と評価している。入部当初は遊撃手としてレギュラーを確保。主将だった筒香嘉智の下で、夏の全国高等学校野球選手権神奈川大会に出場すると、1年生ながら打率.438を記録した。チームが準々決勝で横浜隼人高等学校に僅差で敗れると、秋からは肩の強さを買われ捕手へ転向した。
2年時（2010年）は、夏の選手権神奈川大会決勝で東海大相模に敗退。2年秋から3年春の第83回選抜高等学校野球大会まで主将を務めた。選抜大会で初戦敗退を喫してからは、当時監督だった渡辺元智の判断で主将の座を乙坂に譲りながらも、副主将として乙坂を支えた。
3年時（2011年）は、夏の選手権神奈川県大会の直前に右足首の靭帯を痛めた影響で打撃不振に陥ったが、桐光学園高校との決勝戦では、試合を決める一打を放ってチームを全国大会出場へ導いた。さらに、全国大会の終了後には第9回AAAアジア野球選手権大会日本代表に選出。相手走者の盗塁を阻止するなどの強肩でチームの優勝に貢献したほか、自身も捕手としてオールスターチーム（ベストナイン）に選ばれた。高校時代には、対外試合で通算38本の本塁打を放った。
2011年10月27日に行われたドラフト会議では、北海道日本ハムファイターズから捕手として4位指名を受け、契約金3000万円、年俸500万円（金額は推定）の条件で入団した。背番号は54。担当スカウトは大渕隆。

### 日本ハム時代

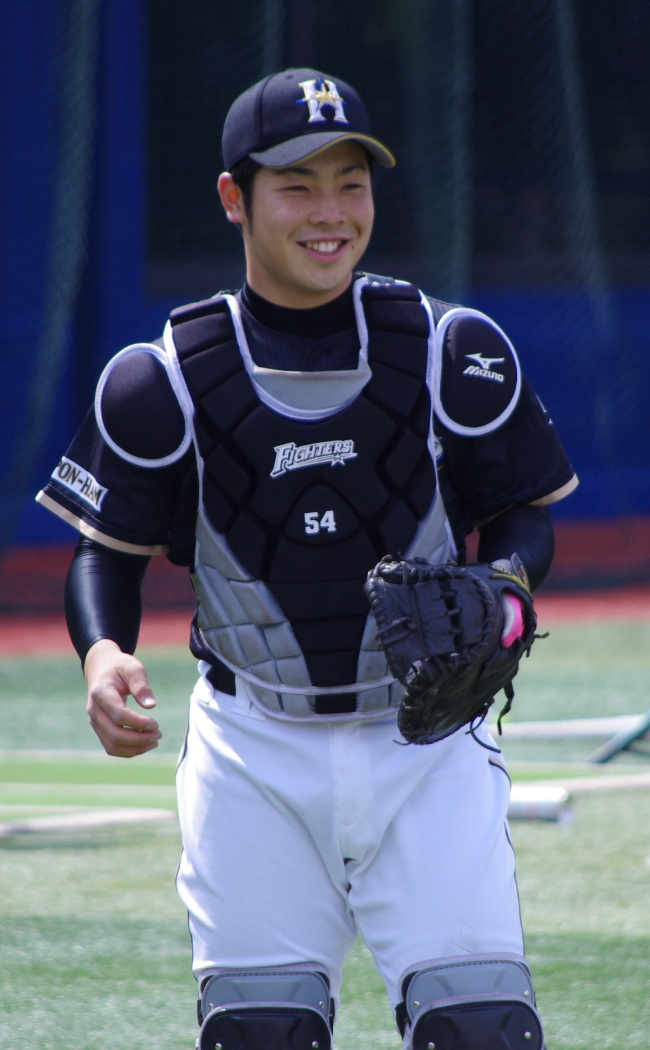
ルーキー時代
（2012年3月16日、横浜スタジアムにて）

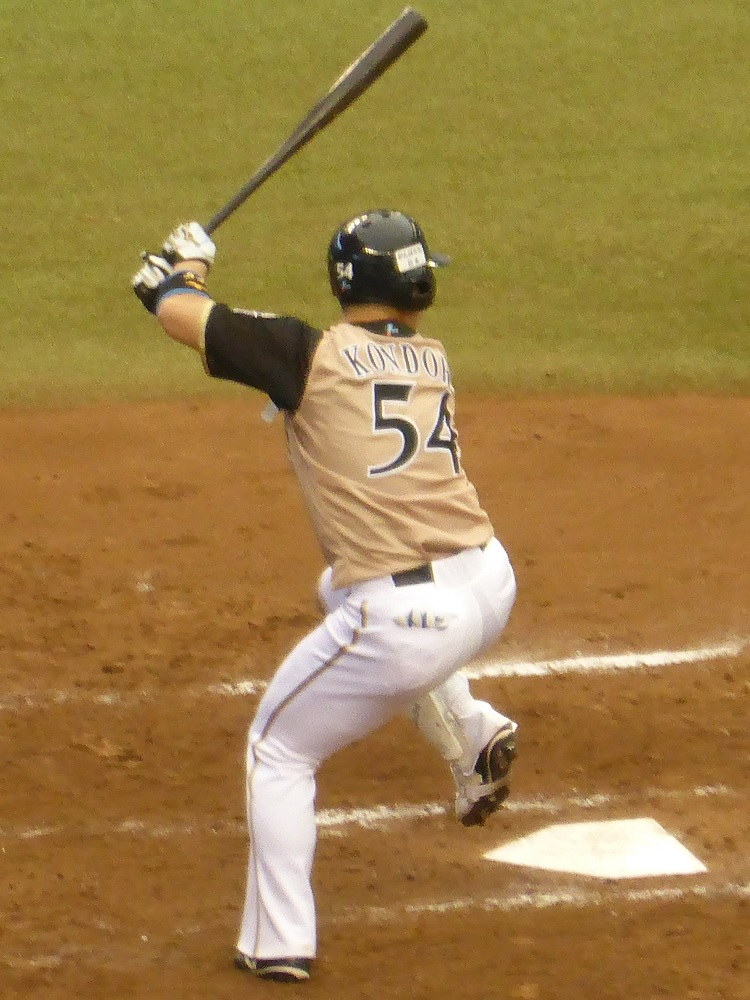
日本ハム時代
（2015年9月12日、西武プリンスドームにて）

2012年は、春季名護キャンプのスタートを二軍で迎えたものの、2月16日には、横浜DeNAベイスターズとの練習試合で、8回から捕手として対外試合にデビュー。2010年のイースタン・リーグ盗塁王だった梶谷隆幸の盗塁を阻止したことで、首脳陣に注目された。キャンプ終盤の2月24日から一軍に昇格。3月6日に一軍の本拠地である札幌ドームで催されたロッテとのオープン戦では、8回裏から出場すると、初打席で本拠地での初安打を放った。開幕は二軍で迎え、イースタン・リーグ公式戦48試合に出場。7月4日のオリックス・バファローズ戦（京セラドーム大阪）の6回表に代打で一軍公式戦デビューを果たすと、その裏から試合終了まで捕手の守備に就いた。7月13日の東北楽天ゴールデンイーグルス戦（日本製紙クリネックススタジアム宮城）では、「8番・捕手」として先発出場を果たした。日本ハムの高卒新人選手が捕手として公式戦に出場した事例は、前身の東映フライヤーズ時代の安藤順三（1954年）、山本八郎（1956年）に次いで史上3人目であった。また、先発での出場でも、山本以来56年ぶり、史上3人目の記録となった。このシーズンの一軍公式戦には、通算で20試合に出場し、打率.192で、2打点、出塁率.241を記録した。読売ジャイアンツとの日本シリーズには代打で3試合に出場した。また、高卒新人捕手の日本シリーズ出場は、1956年の田辺義三（西鉄ライオンズ）以来56年ぶりの記録となった。
2013年は、春季キャンプからオープン戦の終盤まで一軍に帯同したが、開幕を二軍で迎えた。3月28日には、埼玉西武ライオンズとのイースタン・リーグ公式戦（ファイターズ鎌ケ谷スタジアム）3回裏の打席で頭部に死球を受けたが、わずか2日で実戦に復帰。捕手ながら二軍のクリーンナップに定着すると、4月に安打数、出塁率でリーグのトップに立ったことから、3・4月の「ファーム月間MVP」を受賞した。その後、5月8日に一軍昇格を果たしたが、5月16日に抹消。しかし、抹消後もイースタン・リーグで長らくトップの打率を維持したことから、フレッシュオールスターゲームでは同リーグの選抜メンバーに名を連ねた。8月2日の再昇格後は、レギュラー外野手の中田翔の死球による戦線離脱を背景に、捕手登録ながら右翼手として先発出場した。32試合に出場し、捕手としては15試合の出場で、打率.152、2打点、出塁率.269という成績を残した。
2014年は、プロ3年目で初めての開幕一軍を迎えると、大野奨太、市川友也と併用される形で捕手として先発出場した。5月2日のオリックス戦（札幌ドーム）からは、三塁手のレギュラーである小谷野栄一の故障による戦線離脱に伴い、「横浜高校時代以来」という三塁手として連日先発で起用された。「7番・三塁手」として出場した5月16日のロッテ戦（札幌ドーム）では、1回裏の第1打席で一軍公式戦での初本塁打となる2点本塁打を記録した。同月29日の東京ヤクルトスワローズ戦（神宮球場）で「2番・三塁手」として先発出場し、3回表の第2打席で、「人生で初めて」という満塁本塁打をバックスクリーンへ放った。また、この本塁打を放った時点の年齢が20歳9か月であり、「パ・リーグの公式戦で満塁本塁打を放った最年少選手」の球団記録（従来の記録は1961年の張本勲〈21歳1か月。東映フライヤーズ時代〉）を更新した。その後も三塁手として先発出場を続けたが、6月15日のヤクルト戦（札幌ドーム）で走塁中に左太腿裏に筋挫傷を発症したため、6月17日に出場選手登録を抹消された。一軍への復帰以降は、三塁手での先発出場を中心に、本来のポジションである捕手としても出場。9月15日のオリックス戦（札幌ドーム）では、同期入団である上沢直之とのバッテリーで先発出場し、上沢を公式戦初完封勝利に導いた。このシーズンは前年を大きく上回る80試合に出場し、捕手としてマスクを被ったのは16試合で、三塁手として70試合、遊撃手としては2試合守備に就いた。前述のように遊撃手のレギュラーであった大引啓次が足腰を痛めていた時期には僅か2試合ながらも、大引に代わって遊撃の守備に就くこともあった。打撃面では打率.258ながら、4本塁打、28打点、出塁率.295、チーム最多の20二塁打を記録するなど長打力を発揮した。オフの11月に開催された第1回21U野球ワールドカップの日本代表に選出され、同大会では「4番・一塁手」で起用された。

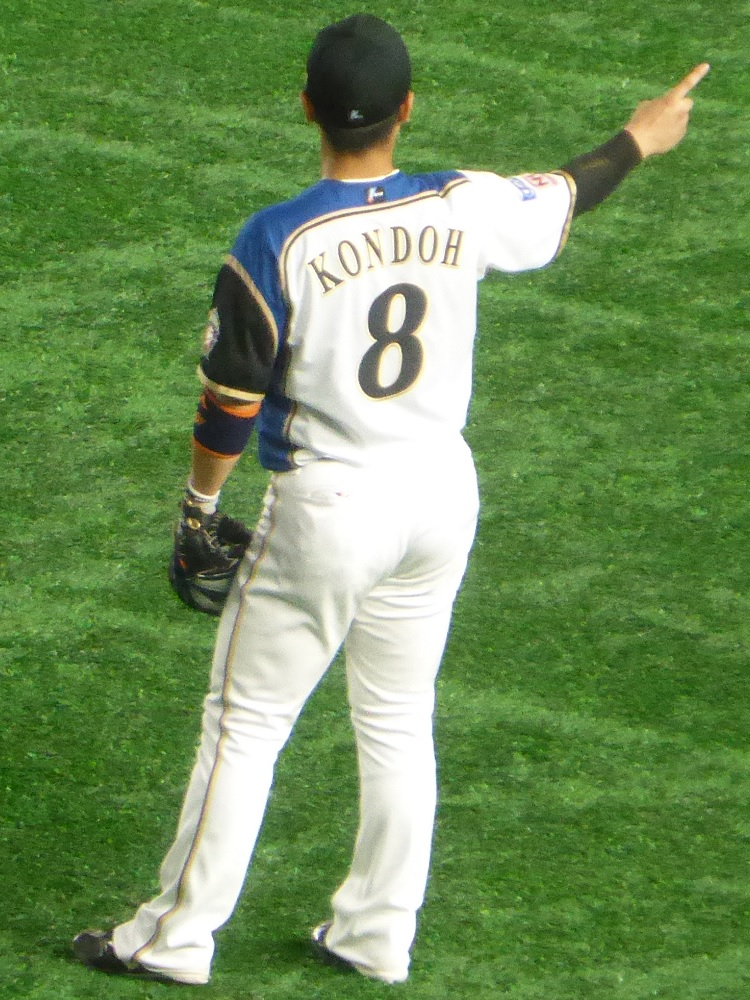
日本ハム時代
（2019年9月12日、東京ドームにて）

2015年は、大野と市川が揃って開幕戦に間に合わなかったことから、3月28日の楽天戦（札幌ドーム）で「7番・捕手」として自身初となる開幕スタメンを果たした。その後も正捕手としてレギュラーに定着。3割を越える打率を維持したことから、5月下旬からは5番打者を任されるようになった。その一方で、盗塁阻止率が1割台にとどまるなど、送球面で粗さが露呈した。前半戦で指名打者を務めていたジェレミー・ハーミッダや大谷翔平が打撃不振に陥ったこともあり、後半戦からは持ち前の打力を活かすべく、主に指名打者で起用された。129試合に出場し、捕手としては58試合にとどまるも、規定打席に初めて到達した。リーグ3位の打率.326、8本塁打、60打点、同3位となる出塁率.405を記録するなど、飛躍のシーズンとなった。シーズンオフに、背番号を8へ変更した。
2016年は、春季キャンプから膝の故障に悩まされた影響で、コンディションが整わないまま開幕を迎えた。3月25日のロッテ戦（QVCマリンスタジアム）で「5番・指名打者」で2年連続となる開幕スタメンに名を連ねた。怪我の影響もあり、前年からは減少となる80試合に出場し、打率.265、2本塁打、27打点、出塁率.337を記録した。また、二刀流の大谷が指名打者として起用されたこともあり、栗山英樹監督の方針で、5月下旬から6月中旬までは捕手への本格復帰に向けて二軍での調整もしたが、一軍では54試合で外野を守り、捕手としての出場は1試合にとどまった。10月12日の福岡ソフトバンクホークスとのCSファイナルステージ（札幌ドーム）では2点適時打を、10月23日の広島東洋カープとの日本シリーズ（マツダスタジアム）では守備で好プレーを見せ、10年ぶりとなる日本一に貢献した。
2017年は、前年の秋季キャンプから練習を続けていた二塁手に挑戦し、春キャンプの起亜タイガースとの練習試合でも「2番・二塁手」として出場していたが、体調不良も重なり転向は頓挫した。3月31日の西武との開幕戦（札幌ドーム）を「5番・右翼手」で迎えると、以降も右翼手や指名打者としてクリーンナップの一角を担い、4割を超える打率を維持し続けた。シーズン47試合目の出場であった6月1日の横浜DeNAベイスターズ戦（札幌ドーム）終了時点で打率.415を残したことによって、「パ・リーグの開幕戦から4割以上の打率を維持した連続試合」という球団のシーズン記録（張本が日拓ホームフライヤーズ時代の1973年に達成した46試合）を更新し、以降も打率4割を維持したままセ・パ交流戦に突入した。これらの活躍もあり、オールスターゲームでは選手間投票のパ・リーグ外野手部門3位で自身初となる選出を果たした。しかし、6月3日の阪神タイガース戦（阪神甲子園球場）へ出場した後に右太腿の張りを訴えると、6月6日の広島戦（札幌ドーム）の7回裏の代打起用を最後に出場選手登録を抹消された。登録抹消時点で打率.407、開幕戦からの打率4割連続試合記録を50試合にまで更新していたが、抹消後の検査で腰部の椎間板ヘルニアと診断されたため、6月28日には脊椎の内視鏡手術（腰椎椎間板ヘルニア摘出術PED法）を受けた。実戦への復帰までに約3か月を要した。手術後には、オールスターゲームへの出場を辞退し、補充選手として西川遥輝が出場した。その一方で、患部のリハビリを急ぎ、シーズン中の復帰を示した。3か月後の9月28日の楽天戦（札幌ドーム）で「3番・指名打者」で復帰すると、いきなり2安打を放ち、更に打率を上げていった。しかし、パ・リーグ規定打席である443打席には遠く及ばず、「規定打席を満たした状態での打率4割」というNPB史上初の快挙達成には至らなかった。しかし、復帰後も17打数8安打で打率4割台を維持し、53試合の出場で3本塁打、29打点を記録し、231打席で打率.413（シーズン打席数が100打席以上の選手としては歴代最高打率）、出塁率.567と驚異的な数字を残した。シーズン途中での打率4割は1989年の403打席のウォーレン・クロマティのように存在したが、クロマティのシーズン最終成績は打率4割を下回り、100打席以上立ちなおかつ打率4割のままシーズンを終えたのはNPBでは近藤のみとなった。オフの契約更改では1300万円増となる5600万円で更改し、目標として首位打者を掲げた。

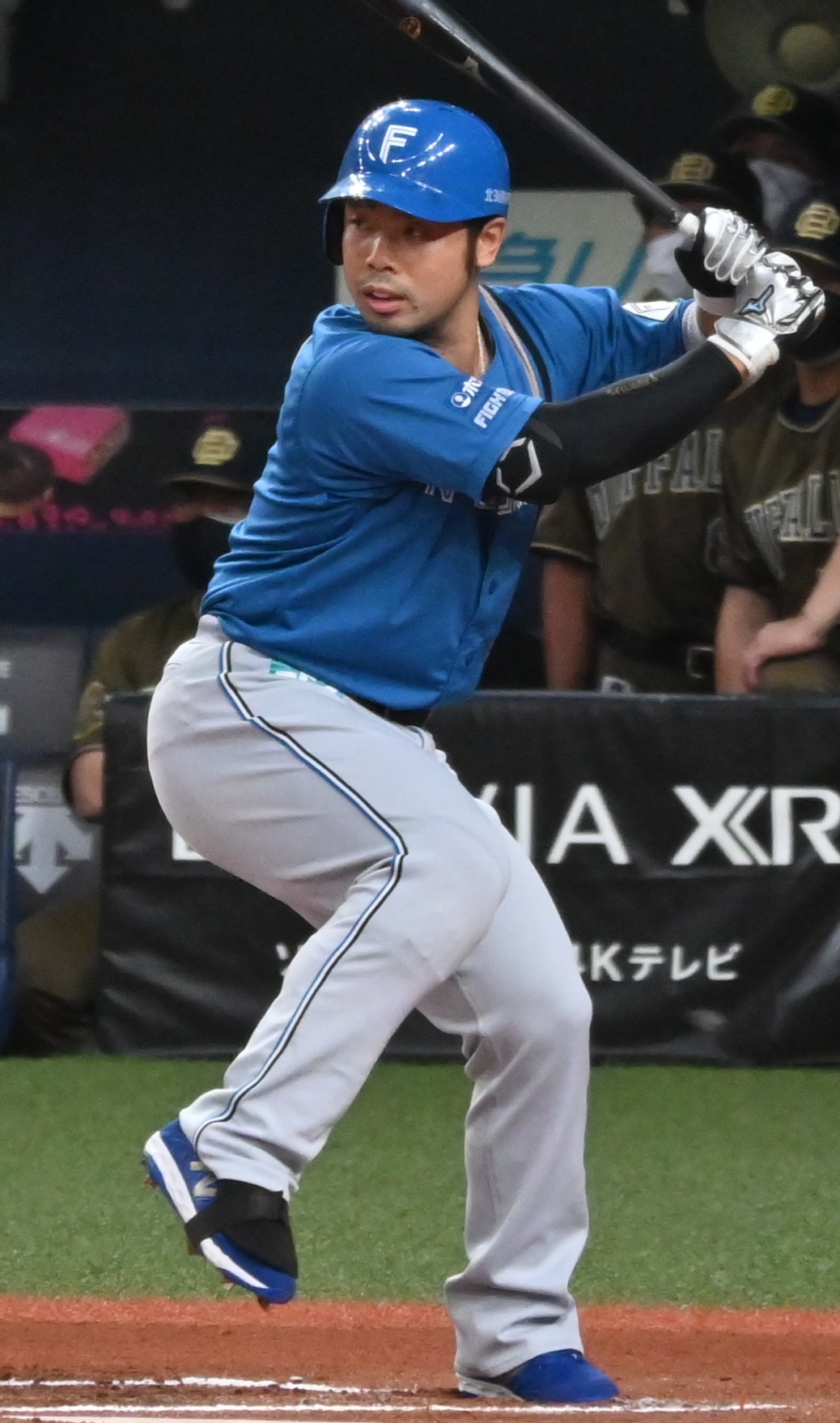
日本ハム最終年
（2022年8月7日、京セラドーム大阪にて）

2018年は、アリゾナ春季キャンプで2年ぶりとなる捕手復帰を果たすも、開幕戦となる3月30日の西武戦（札幌ドーム）を「3番・右翼手」で迎えた。開幕戦から4月20日のソフトバンク戦（札幌ドーム）まで17試合連続で4割以上の打率を記録するなど、前年に続きリーグ打率トップを独走した。4月24日のオリックス戦（札幌ドーム）では1回裏の第1打席で単打、3回裏の第2打席で二塁打、4回裏の第3打席で三塁打を記録するも、以降の打席で凡退したため、自身初となるサイクル安打達成には至らなかった。4月28日のロッテ戦（ZOZOマリンスタジアム）までは23試合連続で先発で起用されていたが、この試合の2回裏の左翼の守備中に本塁へ返球した際に右ふくらはぎに軽度の筋挫傷を発症したため、途中で交代した。交代時点でリーグトップの打率.392を記録していたが、筋挫傷の影響で5月1日に登録を抹消された。7月のオールスターゲームでは前年に続いてパ・リーグの指名打者部門ファン投票で1位を獲得し、2度目となる選出を果たし、2年越しの初出場となった。シーズンでは2015年以来、3年ぶりに規定打席へ到達し、柳田悠岐、秋山翔吾と首位打者の座を争った。129試合に出場し、リーグ3位となる打率.3225で、2位の秋山とは打率.3233で僅か8毛だけ下回った。その他にも自己最多となる9本塁打、69打点、リーグ2位となる出塁率.427を記録した。守備面では、左翼手のレギュラーとしてリーグ3位のUZR+10.2を記録した。攻守で活躍したこともあり、パ・リーグの指名打者部門で自身初となるベストナインを受賞した。10月13日のソフトバンクとのCSファーストステージ（ヤフオクドーム）では、第1打席でアリエル・ミランダからポストシーズン初本塁打を放った。オフには正三塁手のブランドン・レアードの退団、王柏融の獲得など、チーム状況が変わりつつあることを背景に、秋季キャンプで三塁手の守備練習を2年ぶりに再開した。契約更改ではほぼ倍増となる1億円で更改したことにより、1億円プレーヤーの仲間入りを果たした。また、目標として今年も首位打者を掲げた。
2019年は、登録ポジションを捕手から外野手へ変更したが、春季キャンプから同じ外野手の大田泰示、淺間大基と正三塁手の座を争った。開幕前の3月15日に結婚したことが発表された。3月29日のオリックスとの開幕戦（札幌ドーム）を「3番・指名打者」で迎えるも、以降は左翼を守った。しかし、王との兼ね合いもあり、3年ぶりとなる三塁手での出場も果たした。4月24日の楽天戦（札幌ドーム）から連続試合出塁記録を伸ばし、6月11日の広島戦（札幌ドーム）まで40試合連続出塁を記録した。2日後の13日の同じく広島戦（札幌ドーム）に代打で出場し、三振を喫したことで記録が「40」で止まった。しかし、球団では小笠原道大、西川、田中賢介に次ぐ史上4人目の記録となった。7月にはパ・リーグ指名打者部門のファン投票で1位を獲得し、3年連続でオールスターゲームに選出され、2度目の出場を果たした。シーズンでは自己最多の138試合に出場し、リーグ6位となる打率.302、2本塁打、59打点、四球ではリーグ最多となる103個を記録し、出塁率.422で自身初のタイトルとなる最高出塁率を獲得した。守備面では86試合で外野を、30試合で三塁を守った。また、左翼の守備では前年からは大きく指標を落とし、リーグワーストとなるUZR-1.3を記録した。オフの12月3日に、2022年シーズンまでとなる3年契約を結んだ。年俸は変動制で、2020年シーズンの年俸は1億5000万円。近藤は「ファイターズにいたいというのが一番だったので。それは吉村GMにも伝えましたし、それもあっての3年契約かなと思います」とチーム愛を語った。
2020年は、3月6日に第一子となる長女が誕生し、球団を通して発表された。開幕戦となった6月19日の西武戦（メットライフドーム）では、「3番・左翼手」として先発出場。6月は月間打率.212と低調スタートとなったものの、7月以降は毎月打率3割超えを維持した。10月15日の西武戦（札幌ドーム）では史上13人目、球団では糸井嘉男以来10年ぶりとなる、1試合4二塁打のNPBタイ記録を記録した。10月を過ぎても吉田正尚、柳田との首位打者争いは続き、15日時点で打率.346を記録し、トップの吉田の打率.350まであと4厘差と迫ったが、最終的には吉田の打率.350、柳田の打率.342に次ぐリーグ3位となる打率.340を記録した。全120試合中108試合に出場し、5本塁打、60打点、リーグ3位となる89四球、出塁率では前年を大きく上回る出塁率.465を記録し、2年連続で最高出塁率のタイトルを獲得した。守備面では74試合に左翼手として出場し、前年からは指標を落とすもリーグ2位となるUZR-4.5を記録した。オフには2年ぶり2度目となるベストナインを外野手部門で受賞し、2021年シーズンからは中島卓也の後任となる選手会長に就任した。契約更改では4500万円増となる1億9500万円で更改し、目標として再び首位打者を掲げた。
2021年は、指名打者を中心に時折左翼手として起用されたが、大田泰示の不振と淺間大基の活躍の影響で西川遥輝が左翼に回り、指名打者では王柏融の活躍があったことで、右翼手としての出場が増えていった。またシーズン中に中田が不在の状況が長引き、最終的に移籍した影響もあってか、4番打者での起用も多くなった。2年ぶりに開催されたオールスターゲームに選出されたが急性胃腸炎に罹って2試合とも欠場となった。東京オリンピック後は王の不調もあり指名打者での出場が多かったが、9月11日のソフトバンク戦では右翼手で先発出場するも守備の際にフェンスに激突し負傷交代。翌9月12日に「脳震盪特例措置」で登録抹消となった。10・11月は打率.351、2本塁打、10打点を記録し、初となる月間MVPを受賞した。この年の球団は極度の貧打に喘いでいた中、打率.298はリーグ5位、11本塁打、69打点はそれぞれ球団1位、37二塁打はリーグ1位と気を吐き、指名打者部門として3年ぶり2回目、外野手部門も含めると2年連続3回目となるベストナインに選出された。契約更改では6000万円増の推定年俸2億5500万円で更改した。
2022年は、開幕から主に中堅手として出場を続け、4月10日の楽天戦では松井裕樹からサヨナラ二塁打を放った。29試合の出場で打率.294を記録していたが、5月4日の試合前練習で右脇腹を痛めて離脱すると、同日に右内腹斜筋肉離れ（2度）と診断され、翌5日に登録抹消された。その後、6月17日にイースタン・リーグ実戦復帰すると、同28日の西武戦（ベルーナドーム）で一軍に復帰した。自身の誕生日である8月9日の西武戦では増田達至からプロ入り初となる逆転サヨナラ3点本塁打を放った。誕生日のサヨナラ本塁打はNPB史上2人目であり、また日本ハムにとっては、元号が令和になって初のサヨナラ本塁打でもあり、月間サヨナラ賞（2022年8月）を受賞した。9月10日の西武戦（ベルーナドーム）では松本航から史上314人目となる通算1000安打を、翌11日の同カードでは史上517人目となる通算1000試合出場を達成した。この年は前述の肉離れ以外で離脱することなく、最終的に99試合に出場。打率.302、8本塁打、41打点を記録した。オフに、7月7日に取得した海外FA権を行使。宣言残留を認める日本ハムに加え、ソフトバンク、オリックス、西武、ロッテが獲得に乗り出した。

### ソフトバンク時代
2022年12月12日、福岡ソフトバンクホークスへ移籍することが発表された。背番号は3。12月14日に入団会見を行い、会見の中で7年総額50億円といった契約条件を報じられていたものの、近藤は「ギータさんより貰っているわけないんで。ギータさんより高い、は絶対にないです」と語った。GMの三笠杉彦は入団条件の年俸について問われると、「我々から契約内容についてお答えすることはございませんので、回答を差し控えたいと思います」と明言を避けた。
2023年は、前半は2番、3番で出場していたが、4月は月間打率.256、5月は.235と低迷。交流戦で、12球団トップの打率.413、出塁率.519を記録し、パ・リーグの優秀選手に選ばれた。6月は.342、7月は.343と打撃成績が向上し、後半からは柳田に代わり4番に定着。8月は打率.365、7本塁打、リーグトップタイの19打点を記録し、2度目の月間MVPを受賞した。繋ぎの打撃が目立っていた日本ハム時代と変わり、長打狙いのスタイルへと変わったことで本塁打を量産し、自身最多となる26本塁打、87打点を記録。打率は.303で、首位打者の頓宮裕真（オリックス）に及ばず4厘差で逃したが、パ・リーグで打率3割を超えたのは頓宮と近藤の2人のみだった。初の打撃主要三大タイトルとなる最多本塁打と最多打点の二冠を獲得し、併せて3シーズンぶり3度目の最高出塁率タイトルも獲得した他、二塁打・得点・四球・長打率・OPS・得点圏打率がリーグ首位、安打数と塁打では柳田悠岐に次ぐリーグ2位と全般的に最高水準の成績を残した。このうち四球数については、1968年の野村克也を55年ぶりに抜く球団新記録となった。移籍初年度の主要2冠獲得は、2017年アルフレド・デスパイネ以来6年ぶり6人目、日本出身者では1950年小鶴誠（松竹ロビンス）・別当薫（毎日オリオンズ）以来73年ぶり4人目。本塁打と打点の二冠かつ打率2位はNPBでは2003年のA.ラミレス以来、パ・リーグでは1970年の大杉勝男以来53年ぶり4人目となった。またプロ12年目にして自身初の143試合全試合出場も果たした。得点圏打率はリーグトップの.373。左翼で99試合、中堅で4試合に先発出場して失策はわずか1、補殺は柳田らと共にリーグトップの7を記録した。ゴールデングラブ賞を初受賞し、ベストナインは外野手での選出で4度目（外野手2回、指名打者2回）の受賞になった。シーズンオフには推定5億5000万円+出来高払いと報じられた。
2024年は、5月18日の西武戦（みずほPayPayドーム福岡）で松本航から逆転勝ち越し2ラン、5月19日の西武戦（みずほPayPayドーム福岡）でアルバート・アブレイユからサヨナラ二塁打を記録した。6月2日の広島戦（みずほPayPayドーム福岡）では2回にアドゥワ誠からソロ本塁打、10回に島内颯太郎から2ランサヨナラ本塁打（1試合2本塁打はプロ入り初）を放った。6月15日の阪神戦（みずほPayPayドーム福岡）でジェレミー・ビーズリーから3点本塁打を放ち全球団から本塁打を達成した。交流戦では2度の決勝打を打ち、1位タイの14打点を記録したほか、打率.356（2位）、4本塁打（2位タイ）の成績を残し、2年連続の優秀選手賞を受賞した。6月はリーグトップの打率.413、7本塁打、打点23、長打率.773、出塁率.516の好成績を残し3度目の月間MVPを受賞した。7月12日の日本ハム戦（エスコンフィールドHOKKAIDO）で12回二死満塁の場面で齋藤友貴哉から決勝2点適時打を放った。前半戦の打率部門を初めて2位以下に大差をつけて折り返す。8月2日の日本ハム戦（みずほPayPayドーム福岡）で1回と3回に加藤貴之から自身初となる2打席連続本塁打を放った。規定打席は到達し、打率が2位以下とも差が開いた状態だったが、9月16日のオリックス戦（京セラドーム大阪）で右足首を負傷し途中交代。翌9月17日に出場選手登録を抹消された。4年ぶりのリーグ優勝に貢献した。本塁打王と打点王はこの年加入した山川穂高に譲ったものの、打率.314、出塁率.439を記録。自身初となる首位打者と4度目となる最高出塁率のタイトルを獲得。特に打率は歴史的な投高打低シーズンということもあり、パ・リーグで唯一の打率3割台でもあった。日本ハムとのクライマックスシリーズで「5番・指名打者」でスタメン復帰を果たし、第1戦伊藤大海から中越え二塁打を放ち、先制点を呼んだ。第2戦では、加藤貴之から初回勝ち越し2ランを放った。第3戦は山﨑福也から適時二塁打、2本の二塁打を記録するなど4安打1打点の活躍で3戦連続安打で11打数6安打、1本塁打、打率.545でCS突破に大きく貢献した。MVPを初受賞、ベストナインは5度目（外野手3回、指名打者2回）の受賞になった。
2025年は、オープン戦終盤で腰の張りを訴え、3月21日からの広島との3試合を欠場したものの、開幕戦のロッテ3連戦には先発出場していた。しかし、指名打者として出場した同月30日の3戦目、9回に安打した際代走を送られ、翌31日に登録抹消、4月2日に外側型腰椎椎間板ヘルニアに対し、全内視鏡下椎間板ヘルニア摘出術を受けた、競技復帰まで2～3か月と見込まれていたが、5月13日にタマホーム スタジアム筑後で術後初めてライブBP（実戦形式の打撃練習）を行い、翌14日に同球場で実施の四国アイランドリーグplus・愛媛マンダリンパイレーツとの三軍戦で実戦復帰した。「2番・指名打者」で先発出場し、3打席立つことが予定されていたが、右脚の違和感を訴えて2打席目には代打が送られた。交代後、患部のアイシング治療のみで病院へは行かなかった。5月27日の復帰後初戦ではマルチ安打を記録するなど、好調を示した。7月8日のオリックス戦でアンダーソン・エスピノーザから満塁本塁打を放ち100本塁打を達成した。7月27日のオリックス戦で東松快征から2塁打を放ち300二塁打を達成した。8月2日の楽天戦では1試合で5四球を選びパリーグ記録に並んだ。

## 代表経歴

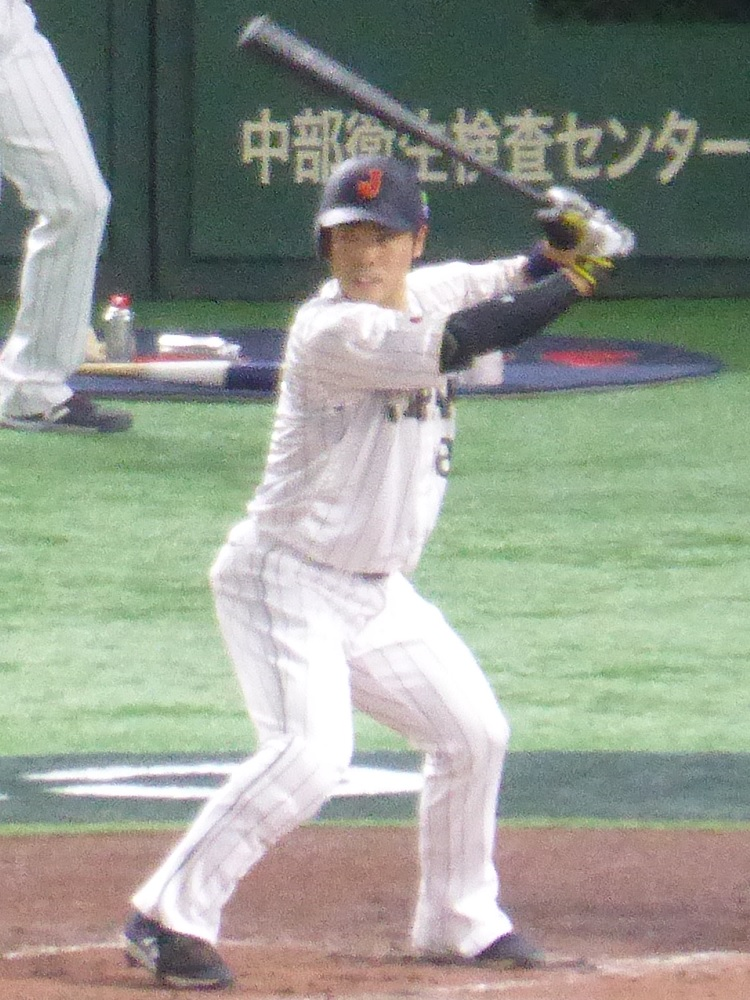
WBC日本代表 (2023年3月16日 東京ドーム)

2017年11月に東京ドームで開催された第1回アジア プロ野球チャンピオンシップの日本代表に選出された。同大会では「3番・指名打者」として全3試合にスタメンで起用された。12打数7安打、打率.583という好成績で日本の優勝に大きく貢献すると共に、指名打者として大会のベストナインに選ばれた。
2019年11月に開催された第2回WBSCプレミア12の日本代表に選出された。同大会では外野手として日本の初優勝に貢献した。
2021年は東京オリンピックの野球日本代表に選出された。代打で2試合・先発で1試合に出場し、打率.333を記録し、金メダル獲得に貢献。
2023年3月に開催された第5回ワールド・ベースボール・クラシック (WBC) の日本代表に選出された。WBCでは全試合に先発出場し、2番打者として7試合で打率.346、1本塁打、5打点、出塁率も5割と打線の中心として躍動し、優勝に貢献した。

## 選手としての特徴

### 打撃
選球眼は、球界でもトップクラス。2015年シーズンは四球の数が三振と同じ59であり、このシーズンで規定打席に到達した野手で四球の数が三振数を超えたのは中村晃のみであった。2017年シーズンでは231打席中60四球を記録しており、四球での出塁率が25％を超えた。2019年シーズンは103四球で81三振、2020年シーズンも89四球で72三振を記録し、2年連続で四球数が三振数を上回った。
2020年までは規定打席に到達したシーズン全てで打率3割以上を記録しており、レギュラー定着以降の2018年シーズンからは3年連続で出塁率.420を超えている（2021年シーズンは打率.298、出塁率.413）。また、バットコントロールも持ち味。打率.340を記録した2020年シーズンのコース別打率では、真ん中高めは打率.184に留まったものの、残りの全てのコースで打率.290以上を記録しており、内角低めでは打率.433、外角低めは打率.417、外角高めは打率.409を記録した。

### 守備
2014年以降は強肩と打撃の能力を生かすべく、三塁手、外野手、指名打者と、捕手以外のポジションでのスタメン起用が増えていた。2017年には春季キャンプで二塁手の守備練習にも取り組んだが、腰痛を悪化させたため、転向を断念した。しかし、その後の秋季キャンプでは腰のヘルニア手術を経て完治させ、再び捕手としての守備練習を再開した。
2016年以降は外野を守ることが多くなり、正左翼手として出場した2018年では12球団左翼手の中は3位のUZR10.2を記録し、左翼の守備と送球で高い評価を得ている。
高校時代の遠投では120メートルほどあり、肩が強く、二塁への送球が2秒を切った。「打てて、勝てる捕手」を目標に掲げていたが、日本ハム入団後の2014年頃から送球にイップスの傾向が見られる影響で、盗塁阻止率が急速に低下していた。

## 人物
愛称は「コンスケ」「コンちゃん」。
高校時代には物怖じしない性格で、場を明るくする雰囲気を持ち合わせており、チームリーダーになりうる存在と評価されている。2023年3月開催のワールド・ベースボール・クラシック日本代表による決起集会の場では、先輩であるダルビッシュ有の肩に腕をまわすなどして会場で一番笑いを取っていた。
東京オリンピック 野球日本代表（侍ジャパン）として金メダルを獲得した栄誉を称え、2022年1月21日、千葉市緑区の千葉泉谷郵便局前に記念のゴールドポスト（第52号）が設置された（ゴールドポストプロジェクト）。
2018年から8年連続で鹿児島徳之島の同町を拠点に自主トレを行い、2024年12月に天城町総合運動公園の室内練習場の人工芝が張り替えられたが、近藤がその全額の1500万円を負担、森田弘光天城町長から感謝状を受け取った。

## 詳細情報

### 年度別打撃成績
| 年 度      | 球 団        | 試 合 | 打 席 | 打 数 | 得 点 | 安 打 | 二 塁 打 | 三 塁 打 | 本 塁 打 | 塁 打 | 打 点 | 盗 塁 | 盗 塁 死 | 犠 打 | 犠 飛 | 四 球 | 敬 遠 | 死 球 | 三 振 | 併 殺 打 | 打 率 | 出 塁 率 | 長 打 率 | O P S |
| ---------- | ------------ | ----- | ----- | ----- | ----- | ----- | -------- | -------- | -------- | ----- | ----- | ----- | -------- | ----- | ----- | ----- | ----- | ----- | ----- | -------- | ----- | -------- | -------- | ----- |
| 2012       | 日本ハム     | 20    | 30    | 26    | 2     | 5     | 0        | 0        | 0        | 5     | 2     | 0     | 0        | 1     | 1     | 2     | 0     | 0     | 5     | 1        | .192  | .241     | .192     | .434  |
| 2013       | 日本ハム     | 32    | 80    | 66    | 7     | 10    | 0        | 0        | 0        | 10    | 2     | 2     | 0        | 2     | 1     | 11    | 0     | 0     | 14    | 4        | .152  | .269     | .152     | .421  |
| 2014       | 日本ハム     | 89    | 291   | 264   | 24    | 68    | 20       | 1        | 4        | 102   | 28    | 3     | 4        | 10    | 2     | 15    | 0     | 0     | 45    | 4        | .258  | .295     | .386     | .682  |
| 2015       | 日本ハム     | 129   | 504   | 435   | 68    | 142   | 33       | 2        | 8        | 203   | 60    | 6     | 2        | 3     | 5     | 59    | 2     | 2     | 59    | 9        | .326  | .405     | .467     | .872  |
| 2016       | 日本ハム     | 80    | 291   | 257   | 36    | 68    | 9        | 0        | 2        | 83    | 27    | 5     | 2        | 3     | 2     | 29    | 0     | 0     | 45    | 7        | .265  | .337     | .323     | .660  |
| 2017       | 日本ハム     | 57    | 231   | 167   | 32    | 69    | 15       | 0        | 3        | 93    | 29    | 3     | 0        | 0     | 2     | 60    | 0     | 2     | 27    | 3        | .413  | .567     | .557     | 1.124 |
| 2018       | 日本ハム     | 129   | 555   | 462   | 59    | 149   | 29       | 3        | 9        | 211   | 69    | 5     | 0        | 0     | 5     | 87    | 8     | 1     | 90    | 16       | .323  | .427     | .457     | .884  |
| 2019       | 日本ハム     | 138   | 600   | 490   | 74    | 148   | 32       | 5        | 2        | 196   | 59    | 1     | 4        | 0     | 5     | 103   | 3     | 2     | 81    | 11       | .302  | .422     | .400     | .822  |
| 2020       | 日本ハム     | 108   | 467   | 371   | 56    | 126   | 31       | 1        | 5        | 174   | 60    | 4     | 0        | 0     | 5     | 89    | 3     | 2     | 72    | 6        | .340  | .465     | .469     | .934  |
| 2021       | 日本ハム     | 133   | 545   | 447   | 61    | 133   | 37       | 4        | 11       | 211   | 69    | 4     | 1        | 0     | 6     | 88    | 3     | 4     | 84    | 11       | .298  | .413     | .472     | .885  |
| 2022       | 日本ハム     | 99    | 396   | 325   | 51    | 98    | 26       | 1        | 8        | 150   | 41    | 8     | 7        | 1     | 3     | 66    | 6     | 1     | 45    | 7        | .302  | .418     | .462     | .879  |
| 2023       | ソフトバンク | 143   | 613   | 492   | 75    | 149   | 33       | 0        | 26       | 260   | 87    | 3     | 4        | 0     | 6     | 109   | 7     | 6     | 117   | 7        | .303  | .431     | .528     | .959  |
| 2024       | ソフトバンク | 129   | 535   | 436   | 66    | 137   | 29       | 2        | 19       | 227   | 72    | 11    | 1        | 0     | 1     | 92    | 11    | 6     | 76    | 10       | .314  | .439     | .521     | .960  |
| 通算：13年 | 通算：13年   | 1286  | 5138  | 4238  | 611   | 1302  | 294      | 19       | 97       | 1925  | 605   | 55    | 25       | 20    | 44    | 810   | 43    | 26    | 760   | 96       | .307  | .418     | .454     | .872  |

- 2024年度シーズン終了時
- 各年度の太字はリーグ最高

### 年度別打撃成績所属リーグ内順位
| 年 度 | 年 齢 | リ ｜ グ   | 打 率 | 安 打 | 二 塁 打 | 三 塁 打 | 本 塁 打 | 打 点 | 盗 塁 | 四 球 | 出 塁 率 |
| ----- | ----- | ---------- | ----- | ----- | -------- | -------- | -------- | ----- | ----- | ----- | -------- |
| 2012  | 19    | パ・リーグ | -     | -     | -        | -        | -        | -     | -     | -     | -        |
| 2013  | 20    | パ・リーグ | -     | -     | -        | -        | -        | -     | -     | -     | -        |
| 2014  | 21    | パ・リーグ | -     | -     | -        | -        | -        | -     | -     | -     | -        |
| 2015  | 22    | パ・リーグ | 3位   | -     | 4位      | -        | -        | -     | -     | -     | 3位      |
| 2016  | 23    | パ・リーグ | -     | -     | -        | -        | -        | -     | -     | -     | -        |
| 2017  | 24    | パ・リーグ | -     | -     | -        | -        | -        | -     | -     | 10位  | -        |
| 2018  | 25    | パ・リーグ | 3位   | 8位   | 6位      | -        | -        | -     | -     | 3位   | 2位      |
| 2019  | 26    | パ・リーグ | 6位   | 10位  | 4位      | 6位      | -        | -     | -     | 1位   | 1位      |
| 2020  | 27    | パ・リーグ | 3位   | 5位   | 1位      | -        | -        | -     | -     | 3位   | 1位      |
| 2021  | 28    | パ・リーグ | 5位   | 7位   | 1位      | 7位      | -        | 9位   | -     | 4位   | 3位      |
| 2022  | 29    | パ・リーグ | -     | -     | 5位      | -        | -        | -     | -     | 6位   | -        |
| 2023  | 30    | パ・リーグ | 2位   | 2位   | 1位      | -        | 1位      | 1位   | -     | 1位   | 1位      |
| 2024  | 31    | パ・リーグ | 1位   | 5位   | 3位      | -        | 6位      | 4位   | 8位   | 1位   | 1位      |

- 太字年度は規定打席到達年度、年度背景色金色は最優秀選手賞（MVP）受賞年度
- -は10位未満（打率、出塁率は規定打席未到達の場合も-と表記）

### WBSCプレミア12での打撃成績
| 年 度 | 代 表 | 試 合 | 打 席 | 打 数 | 得 点 | 安 打 | 二 塁 打 | 三 塁 打 | 本 塁 打 | 塁 打 | 打 点 | 盗 塁 | 盗 塁 死 | 犠 打 | 犠 飛 | 四 球 | 敬 遠 | 死 球 | 三 振 | 併 殺 打 | 打 率 | 出 塁 率 | 長 打 率 | O P S |
| ----- | ----- | ----- | ----- | ----- | ----- | ----- | -------- | -------- | -------- | ----- | ----- | ----- | -------- | ----- | ----- | ----- | ----- | ----- | ----- | -------- | ----- | -------- | -------- | ----- |
| 2019  | 日本  | 8     | 31    | 21    | 4     | 4     | 1        | 0        | 0        | 5     | 3     | 0     | 0        | 0     | 0     | 9     | 1     | 1     | 9     | 0        | .190  | .452     | .238     | .690  |

- 太字は大会最高

### オリンピックでの打撃成績
| 年 度 | 代 表 | 試 合 | 打 席 | 打 数 | 得 点 | 安 打 | 二 塁 打 | 三 塁 打 | 本 塁 打 | 塁 打 | 打 点 | 盗 塁 | 盗 塁 死 | 犠 打 | 犠 飛 | 四 球 | 敬 遠 | 死 球 | 三 振 | 併 殺 打 | 打 率 | 出 塁 率 | 長 打 率 | O P S |
| ----- | ----- | ----- | ----- | ----- | ----- | ----- | -------- | -------- | -------- | ----- | ----- | ----- | -------- | ----- | ----- | ----- | ----- | ----- | ----- | -------- | ----- | -------- | -------- | ----- |
| 2021  | 日本  | 3     | 6     | 6     | 1     | 2     | 0        | 0        | 0        | 2     | 0     | 1     | 0        | 0     | 0     | 0     | 0     | 0     | 0     | 0        | .333  | .333     | .333     | .667  |

### WBCでの打撃成績
| 年 度 | 代 表 | 試 合 | 打 席 | 打 数 | 得 点 | 安 打 | 二 塁 打 | 三 塁 打 | 本 塁 打 | 塁 打 | 打 点 | 盗 塁 | 盗 塁 死 | 犠 打 | 犠 飛 | 四 球 | 敬 遠 | 死 球 | 三 振 | 併 殺 打 | 打 率 | 出 塁 率 | 長 打 率 | O P S |
| ----- | ----- | ----- | ----- | ----- | ----- | ----- | -------- | -------- | -------- | ----- | ----- | ----- | -------- | ----- | ----- | ----- | ----- | ----- | ----- | -------- | ----- | -------- | -------- | ----- |
| 2023  | 日本  | 7     | 34    | 26    | 9     | 9     | 4        | 0        | 1        | 16    | 5     | 0     | 0        | 0     | 0     | 8     | 0     | 0     | 9     | 0        | .346  | .500     | .615     | 1.115 |

- 太字は大会最高

### 年度別守備成績
捕手守備
| 年 度 | 球 団    | 捕手  | 捕手  | 捕手  | 捕手  | 捕手  | 捕手     | 捕手  | 捕手     | 捕手     | 捕手     | 捕手     |
| 年 度 | 球 団    | 試 合 | 刺 殺 | 補 殺 | 失 策 | 併 殺 | 守 備 率 | 捕 逸 | 企 図 数 | 許 盗 塁 | 盗 塁 刺 | 阻 止 率 |
| ----- | -------- | ----- | ----- | ----- | ----- | ----- | -------- | ----- | -------- | -------- | -------- | -------- |
| 2012  | 日本ハム | 15    | 39    | 3     | 0     | 1     | 1.000    | 0     | 7        | 6        | 1        | .143     |
| 2013  | 日本ハム | 15    | 40    | 3     | 0     | 1     | 1.000    | 0     | 3        | 2        | 1        | .333     |
| 2014  | 日本ハム | 16    | 62    | 6     | 4     | 1     | .944     | 3     | 15       | 12       | 3        | .200     |
| 2015  | 日本ハム | 58    | 328   | 25    | 6     | 4     | .983     | 1     | 62       | 50       | 12       | .194     |
| 2016  | 日本ハム | 1     | 2     | 0     | 0     | 0     | 1.000    | 0     | 2        | 2        | 0        | .000     |
| 通算  | 通算     | 105   | 471   | 37    | 10    | 7     | .981     | 4     | 89       | 72       | 17       | .191     |

内野守備
| 年 度 | 球 団    | 一塁  | 一塁  | 一塁  | 一塁  | 一塁  | 一塁     | 三塁  | 三塁  | 三塁  | 三塁  | 三塁  | 三塁     | 遊撃  | 遊撃  | 遊撃  | 遊撃  | 遊撃  | 遊撃     |
| 年 度 | 球 団    | 試 合 | 刺 殺 | 補 殺 | 失 策 | 併 殺 | 守 備 率 | 試 合 | 刺 殺 | 補 殺 | 失 策 | 併 殺 | 守 備 率 | 試 合 | 刺 殺 | 補 殺 | 失 策 | 併 殺 | 守 備 率 |
| ----- | -------- | ----- | ----- | ----- | ----- | ----- | -------- | ----- | ----- | ----- | ----- | ----- | -------- | ----- | ----- | ----- | ----- | ----- | -------- |
| 2014  | 日本ハム | -     | -     | -     | -     | -     | -        | 70    | 42    | 115   | 8     | 4     | .952     | 2     | 0     | 1     | 0     | 0     | 1.000    |
| 2016  | 日本ハム | -     | -     | -     | -     | -     | -        | 1     | 0     | 0     | 1     | 0     | .000     | -     | -     | -     | -     | -     | -        |
| 2019  | 日本ハム | -     | -     | -     | -     | -     | -        | 30    | 22    | 35    | 6     | 0     | .905     | -     | -     | -     | -     | -     | -        |
| 2021  | 日本ハム | 2     | 14    | 1     | 0     | 1     | 1.000    | -     | -     | -     | -     | -     | -        | -     | -     | -     | -     | -     | -        |
| 通算  | 通算     | 2     | 14    | 1     | 0     | 1     | 1.000    | 101   | 64    | 150   | 15    | 4     | .934     | 2     | 0     | 1     | 0     | 0     | 1.000    |

外野守備
| 年 度 | 球 団        | 外野  | 外野  | 外野  | 外野  | 外野  | 外野     |
| 年 度 | 球 団        | 試 合 | 刺 殺 | 補 殺 | 失 策 | 併 殺 | 守 備 率 |
| ----- | ------------ | ----- | ----- | ----- | ----- | ----- | -------- |
| 2013  | 日本ハム     | 12    | 16    | 1     | 0     | 0     | 1.000    |
| 2016  | 日本ハム     | 54    | 66    | 2     | 1     | 0     | .986     |
| 2017  | 日本ハム     | 18    | 36    | 2     | 0     | 0     | 1.000    |
| 2018  | 日本ハム     | 95    | 163   | 2     | 5     | 0     | .971     |
| 2019  | 日本ハム     | 86    | 139   | 1     | 1     | 0     | .993     |
| 2020  | 日本ハム     | 74    | 153   | 3     | 2     | 1     | .987     |
| 2021  | 日本ハム     | 66    | 118   | 4     | 2     | 2     | .984     |
| 2022  | 日本ハム     | 76    | 155   | 5     | 3     | 0     | .982     |
| 2023  | ソフトバンク | 103   | 216   | 7     | 1     | 1     | .996     |
| 2024  | ソフトバンク | 86    | 154   | 3     | 1     | 0     | .994     |
| 通算  | 通算         | 670   | 1216  | 30    | 16    | 4     | .987     |

- 2024年度シーズン終了時
- 各年度の太字はリーグ最多
- 太字年はゴールデングラブ賞受賞

### タイトル
- 首位打者：1回（2024年）
- 本塁打王：1回（2023年）
- 打点王：1回（2023年）
- 最高出塁率：4回（2019年、2020年、2023年、2024年）

### 表彰
- 最優秀選手：1回（2024年）
- ベストナイン：5回
  - 指名打者部門：2回（2018年、2021年）
  - 外野手部門：3回（2020年、2023年、2024年）
- ゴールデングラブ賞：1回（外野手部門：2023年）
- セ・パ交流戦 日本生命 優秀選手賞：2回（2023年、2024年）
- オールスターゲーム 敢闘選手賞：2回（2023年第1戦、2024年第2戦）
- ホームランダービー 優勝：1回（2024年）
- 月間MVP：3回（打者部門：2021年10・11月[68]、2023年8月[91]、2024年6月[108]）
- 月間サヨナラ賞：1回（2022年8月）

### 記録

#### 初記録
- 初出場・初打席：2012年7月4日、対オリックス・バファローズ11回戦（京セラドーム大阪）、6回表に鶴岡慎也の代打で出場、西勇輝から左飛
- 初先発出場：2012年7月13日、対東北楽天ゴールデンイーグルス10回戦（日本製紙クリネックススタジアム宮城）、「8番・捕手」で先発出場
- 初安打：2012年7月27日、対オリックス・バファローズ13回戦（京セラドーム大阪）、6回表に寺原隼人から左前安打
- 初打点：2012年8月22日、対オリックス・バファローズ17回戦（旭川スタルヒン球場）、6回裏にミンチェから二塁ゴロの間に記録
- 初盗塁：2013年9月4日、対福岡ソフトバンクホークス18回戦（東京ドーム）、7回裏に二盗（投手：山中浩史、捕手：山崎勝己）
- 初本塁打：2014年5月16日、対千葉ロッテマリーンズ7回戦（札幌ドーム）、1回裏に成瀬善久から右越2ラン

#### 節目の記録
- 1000安打：2022年9月10日、対埼玉西武ライオンズ22回戦（ベルーナドーム）、1回表に松本航から右前安打 ※史上314人目[160]
- 1000試合出場：2022年9月11日、対埼玉西武ライオンズ23回戦（ベルーナドーム）、「3番・左翼手」で先発出場 ※史上517人目[161]
- 100本塁打：2025年7月8日、対オリックス・バファローズ10回戦（京セラドーム大阪）、3回表にアンダーソン・エスピノーザから右越満塁本塁打 ※史上311人目[162]
- 300二塁打：2025年7月27日、対オリックス・バファローズ14回戦（みずほPayPayドーム福岡）、2回裏に東松快征から左前二塁打※史上80人目、エンタイトルツーベース[163]

#### その他の記録
- 高卒新人記録
  - 捕手として出場 ※球団史上3人目[164]
  - 捕手として先発出場 ※同3人目[165]
- 20歳9か月で満塁本塁打：2014年5月29日、対東京ヤクルトスワローズ2回戦（明治神宮野球場）、3回表に木谷良平から ※球団史上最年少[166]
- 打率.413：2017年 ※シーズン打席数が100打席以上の選手では歴代最高[167]
- 40試合連続出塁：2019年4月24日 - 6月11日 ※球団史上4人目[168][注 4]
- 1試合4二塁打：2020年10月15日、対埼玉西武ライオンズ21回戦（札幌ドーム） ※史上最多タイ、史上13人目[169]
- 7試合連続二塁打：2021年9月30日、対東北楽天ゴールデンイーグルス24回戦（楽天生命パーク宮城）- 2021年10月7日、対オリックス・バファローズ22回戦（京セラドーム大阪）※2024年6月30日岡大海に更新され、金子誠と並び歴代2位となる。
- 全球団から本塁打：2024年6月15日、対阪神タイガース2回戦（みずほPayPayドーム福岡）、1回裏にジェレミー・ビーズリーから左越3ラン ※史上45人目[170]
- オールスターゲーム出場：4回（2018年、2019年、2023年、2024年）※2017年は選手間投票で選出されるも出場辞退。2021年は選手間投票で選出されるも欠場。

### 背番号
- 54（2012年[5] - 2015年）
- 8（2016年[20] - 2022年）
- 3（2023年[85] - ）

### 代表歴
- 2017 アジア プロ野球チャンピオンシップ 日本代表
- 2019 WBSCプレミア12 日本代表
- 2020年オリンピック野球日本代表
- 2023 ワールド・ベースボール・クラシック日本代表

## 著書
- 証言 WBC2023 侍ジャパン激闘の舞台裏（2023年5月26日、宝島社、ISBN 978-4299043290） - 白井一幸、中村悠平、城石憲之らとの共著[171]

## 関連情報

### CM
- 日本ハム
  - 「プロアスリート（近藤健介）」篇（2019年）
- ホークス
  - 「主役は俺だ」篇（2023年）
  - 「さあ、野球だ！開幕だ！」篇（2024年）
  - 「さあ、開幕！」篇（2025年）
- 昭和建設
  - 「キッチン」篇（2025年 - ）（栗原陵矢と共演）
  - 「バッター」篇（2025年 - ）（栗原陵矢と共演）